# 1998 QN18
1998 QN18 är en asteroid i huvudbältet som upptäcktes den 17 augusti 1998 av LINEAR i Socorro County, New Mexico.
Den tillhör asteroidgruppen Eos.